# ...ib-Seth
... ib-Seth (fl. XVIII-XVII secolo a.C.) è stato un sovrano egizio, inquadrabile nella XIII dinastia, di cui si conosce solo tale parte del suo nome.
Secondo il Canone Reale dovrebbe trattarsi del diciottesimo sovrano di tale dinastia.

## Biografia
Questo sovrano è citato solamente nel Canone Reale.
Potrebbe riferirsi a lui l'[[..]] ib-ra Seth che si trova sul basamento di statua attribuito a Sehetepkara dopo il prenomem ed il nomen di questi.
Secondo Jürgen von Beckerath questo sovrano sarebbe da mettere in relazione con il nome Aaqeni che è riportato su una lista di sacerdoti di Menfi.
| O29 · D52 | F27 | N29 · n |

| O29 · D52 | F27 | N29 · n |

| O29 · D52 | F27 | N29 · n |

| O29 · D52 | F27 | N29 · n |

ˁ3 ḳni (w) - Aaqeni(u) - Il coraggioso animale 

A detta dello studioso la lettura originaria del nome sarebbe stata Seth è coraggioso alterata in seguito a causa della caratterizzazione malvagia assunta dalla divinità.
Elemento d'interesse è la comparsa, nel nome, del dio Seth, divinità venerata principalmente nel Basso Egitto, che assurgerà a grande importanza durante il periodo della dominazione Hyksos.

## Liste Reali
| HASH | ib | Z1 | G7 | C7 | G7 |

| HASH | ib | Z1 | G7 | C7 | G7 |

| HASH | ib | Z1 | G7 | C7 | G7 |

| HASH | ib | Z1 | G7 | C7 | G7 |

| HASH | ib | Z1 | G7 | C7 | G7 |

| HASH | ib | Z1 | G7 | C7 | G7 |

| HASH | ib | Z1 | G7 | C7 | G7 |

| HASH | ib | Z1 | G7 | C7 | G7 |

## Datazioni alternative
| Autore | Anni di regno      |
| ------ | ------------------ |
| Ryholt | 1749 a.C.          |
| Franke | 1740 a.C. (Aaqeni) |